# Біршеба-Спрінгс (Теннессі)
Біршеба-Спрінгс (англ. Beersheba Springs) — місто (англ. town) в США, в окрузі Ґранді штату Теннессі. Населення — 434 особи (2020).

## Географія
Біршеба-Спрінгс розташована за координатами 35°27′32″ пн. ш. 85°40′9″ зх. д. / 35.45889° пн. ш. 85.66917° зх. д. (35.458836, -85.669243).  За даними Бюро перепису населення США в 2010 році місто мало площу 12,72 км², уся площа — суходіл.

## Демографія
Згідно з переписом 2010 року, у місті мешкало 477 осіб у 208 домогосподарствах у складі 144 родин. Густота населення становила 38 осіб/км².  Було 282 помешкання (22/км²).
Расовий склад населення:
| - 98,5 % — білих - 0,2 % — азіатів |

До двох чи більше рас належало 1,3 %. Частка іспаномовних становила 0,0 % від усіх жителів.
За віковим діапазоном населення розподілялося таким чином: 19,5 % — особи молодші 18 років, 58,9 % — особи у віці 18—64 років, 21,6 % — особи у віці 65 років та старші. Медіана віку мешканця становила 47,8 року. На 100 осіб жіночої статі у місті припадало 102,1 чоловіків;  на 100 жінок у віці від 18 років та старших — 95,9 чоловіків також старших 18 років.
Середній дохід на одне домашнє господарство  становив 30 458 доларів США (медіана — 25 250), а середній дохід на одну сім'ю — 32 323 долари (медіана — 26 932). Медіана доходів становила 23 750 доларів для чоловіків та 21 806 доларів для жінок. За межею бідності перебувало 30,7 % осіб, у тому числі 46,6 % дітей у віці до 18 років та 13,3 % осіб у віці 65 років та старших.
Цивільне працевлаштоване населення становило 180 осіб. Основні галузі зайнятості: виробництво — 31,7 %, освіта, охорона здоров'я та соціальна допомога — 18,3 %, сільське господарство, лісництво, риболовля — 12,2 %, науковці, спеціалісти, менеджери — 9,4 %.